# Lumo (ゲーム)
『Lumo』（ルーモ）は、イギリスのインディーゲームスタジオTriple Eh?が開発しRising Star Gamesより発売された3Dアクションパズルゲーム。

## 概要
とあるゲームソフトの中に吸い込まれてしまった主人公が、広大なダンジョンを探索しながら元の世界への帰還を目指すという物語。ダンジョンは多くの小部屋で構成されたフロアが複数階層にわたり、その多くに様々なギミックが施されている。
本作のグラフィックは、全編にわたりクォータービュー（斜め見下ろし視点）で表現されている。本作開発者のGareth Noyceは、ゲームクリエイターのジョン・リトマンとバーニー・ドラモンドが1980年代から1990年代にかけて開発したクォータービューのゲーム（『Head Over Heels』や『Monster Max』など）を好んでプレイしており、自分でもこうしたゲームを作りたいと考えていた。そうした中、ゲームクリエイターのステ・ピックフォードとTwitter上で繋がり、彼がかつて手掛けたクォータービューのゲーム『ソルスティスII』について意見交換を行った。この際にピックフォードから激励されたことを受け、Noyceは本作のプロトタイプの制作に取り掛かった。

## システム
主人公の初期アクションは小ジャンプのみだが、序盤で手に入るアイテムによりジャンプ力が上がるほか、中盤で入手する杖「ライトワンド」を用いると通常は見えない床を照らし出したり一部の敵を攻撃したりすることができる。
ダンジョンの各所には、コイン、カセットテープ、アヒルの玩具などの収集アイテムが配置されている。このうち、アヒルの取得状況はエンディングの演出に関係している。
本作のゲームモードは、通常モード以外に、主人公の残り数（最大3）の概念がありマップ表示とセーブが不可の「クラシック」モードもある。